# La Vendelée
La Vendelée is een gemeente in het Franse departement Manche (regio Normandië) en telt 388 inwoners (2004). De plaats maakt deel uit van het arrondissement Coutances.

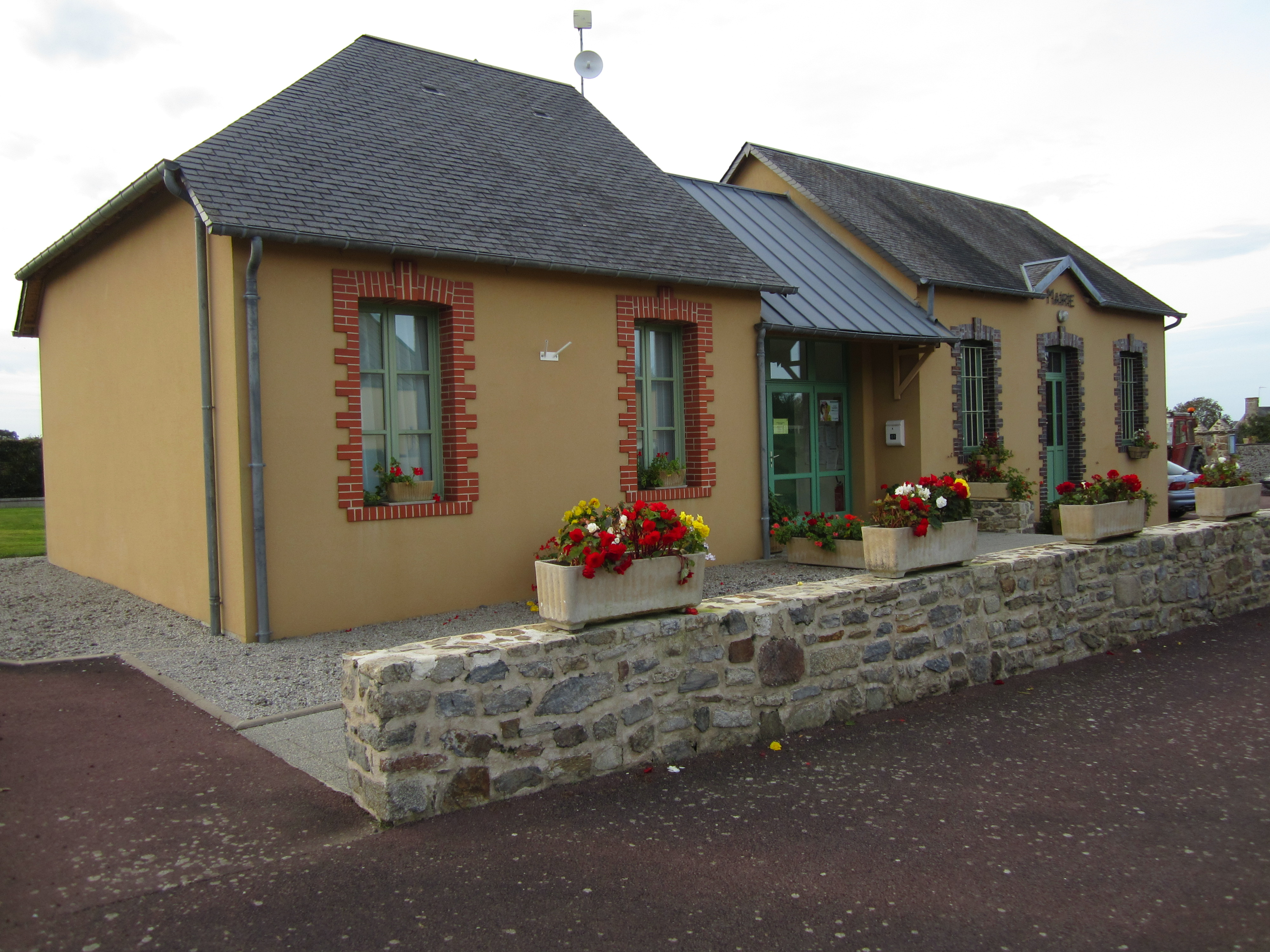
Gemeentehuis
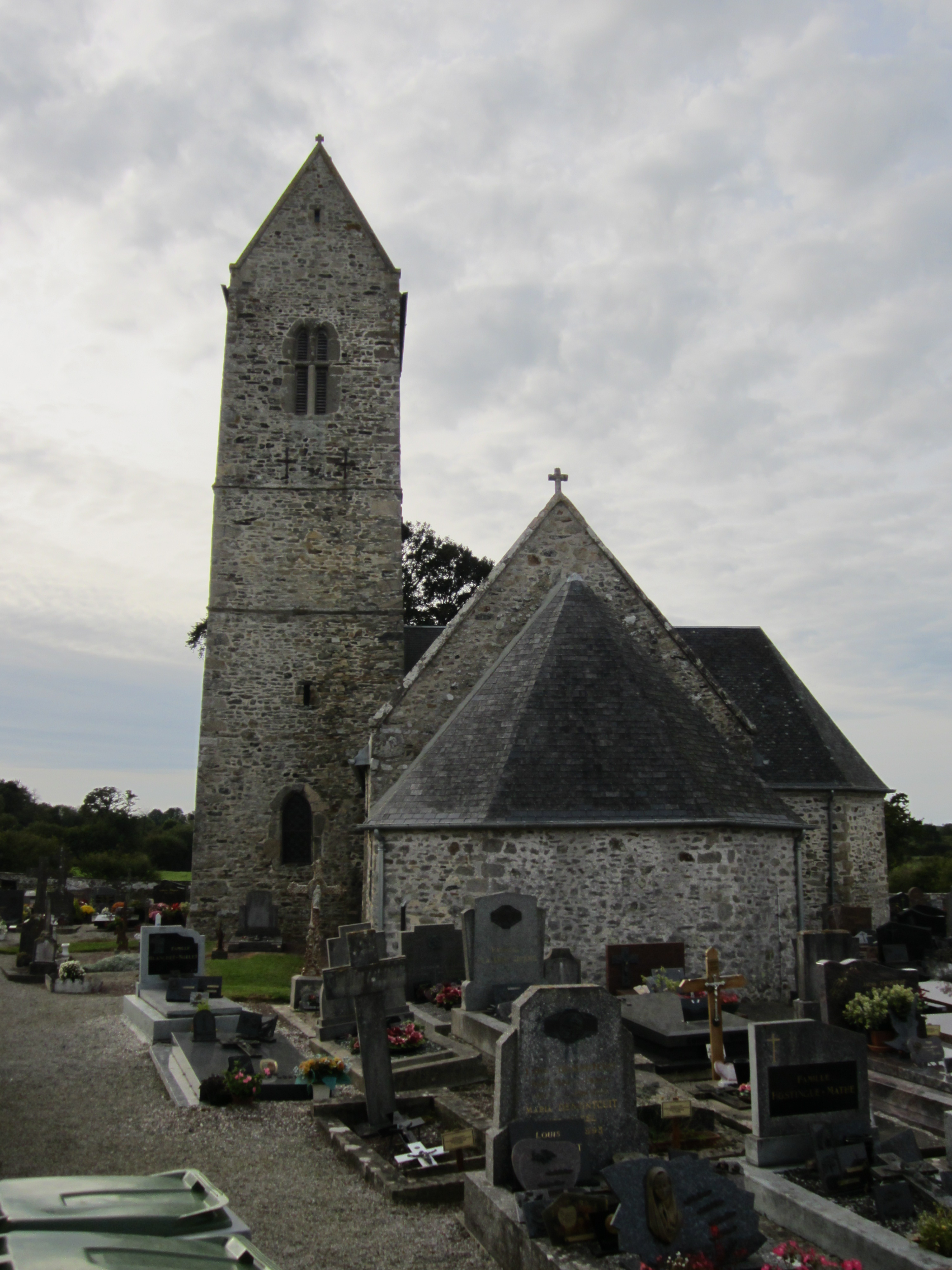
Kerk van St. Sébastien

## Geografie
De oppervlakte van La Vendelée bedraagt 5,1 km², de bevolkingsdichtheid is 76,1 inwoners per km².
De onderstaande kaart toont de ligging van La Vendelée met de belangrijkste infrastructuur en aangrenzende gemeenten.

## Demografie
Onderstaande figuur toont het verloop van het inwonertal (bron: INSEE-tellingen).

1. ↑  Populations de référence 2022.